# Crudosilis xanthoderus
Crudosilis xanthoderus is een keversoort uit de familie soldaatjes (Cantharidae). De wetenschappelijke naam van de soort werd in 1882 gepubliceerd door Semyon Martynovich Solsky.